# Kreuzigungsfenster (Saint-Georges-de-Gréhaigne)

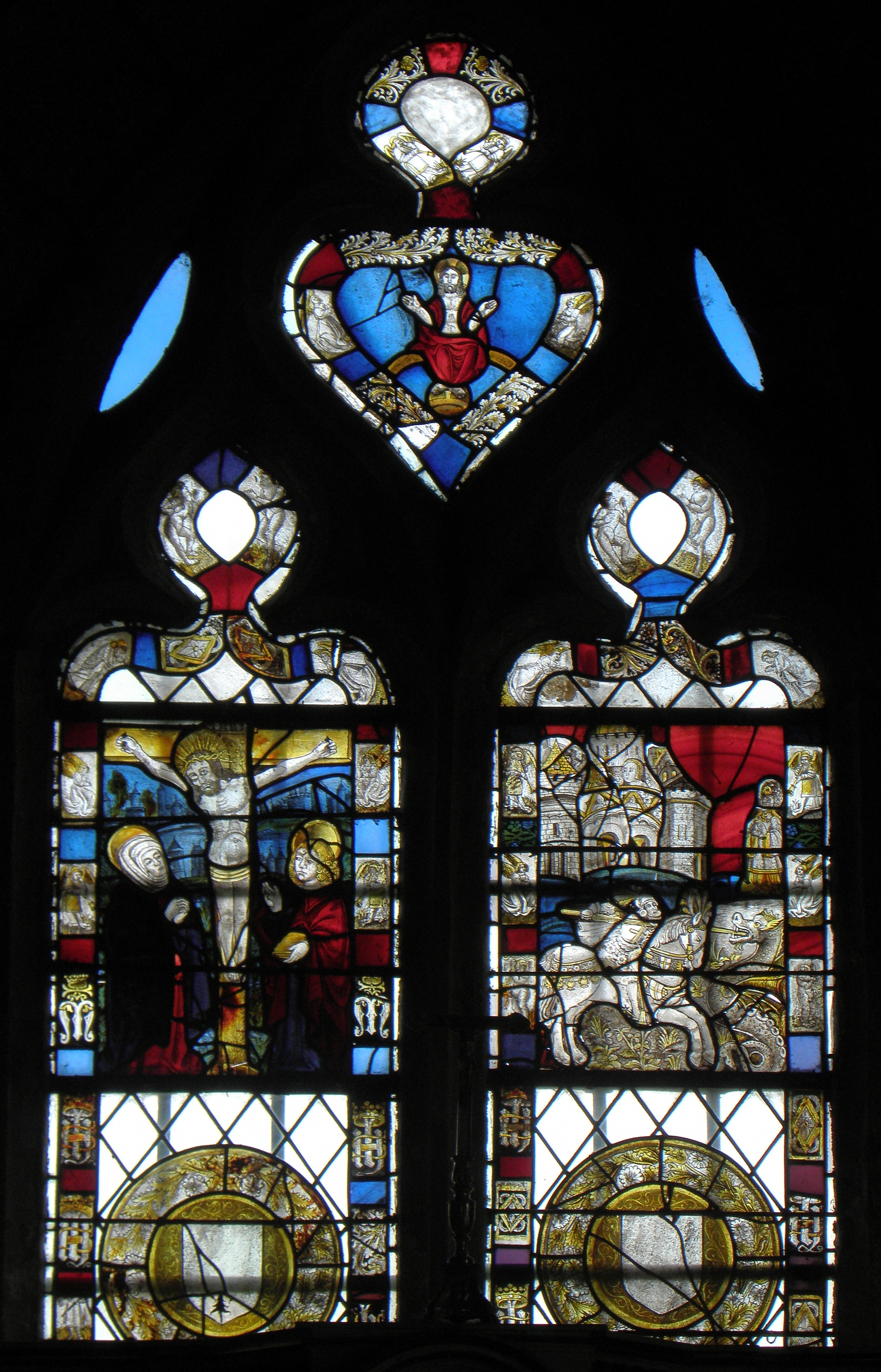
Kreuzigungsfenster in Saint-Georges-de-Gréhaigne

Das Kreuzigungsfenster in der katholischen Kirche St-Georges in Saint-Georges-de-Gréhaigne, einer französischen Gemeinde im Département Ille-et-Vilaine in der Region Bretagne, wurde um 1500 geschaffen. Das Bleiglasfenster wurde 1911 als Monument historique in die Liste der geschützten Objekte (Base Palissy) in Frankreich aufgenommen.
Das zentrale Fenster (Nr. 0) im Chor mit einer Höhe von 3,30 Metern und einer Breite von 1,45 Metern zeigt auf der linken Lanzette Jesus am Kreuz. Neben dem Kreuz stehen links Maria und rechts der Apostel Johannes. 
Auf der rechten Lanzette ist der heilige Georg, einer der Vierzehn Nothelfer, dargestellt, der auf einem Pferd sitzend mit einer Lanze den Drachen bezwingt. Auf Georgs Rüstung ist das sogenannte Georgskreuz zu sehen. Im Hintergrund beobachten Schaulustige von einer Stadtbefestigung aus den Kampf. 
Beide Lanzetten sind mit Bordüren abgeschlossen, die mit Engeln und Monogrammen, M für Maria und IHS für Christus, geschmückt sind.      
Im Maßwerk sind Gottvater und Engel dargestellt.

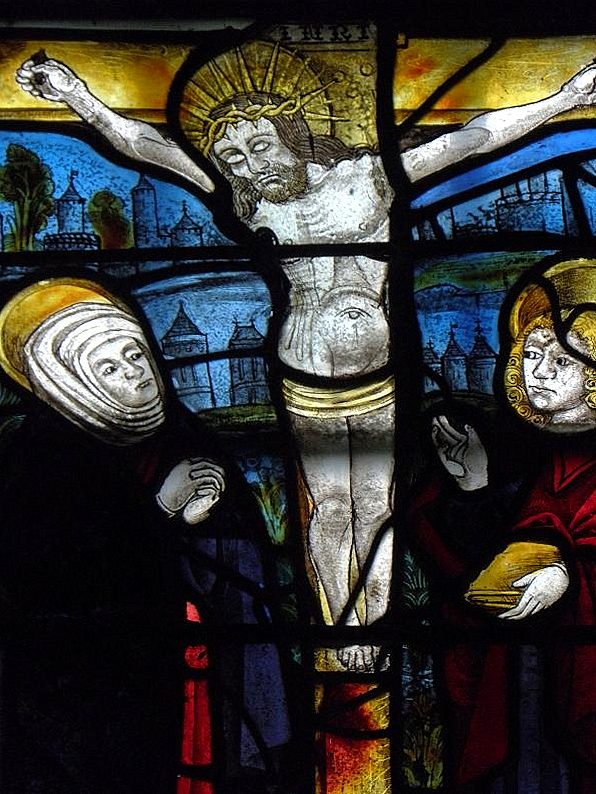
Jesus am Kreuz mit Maria und Johannes
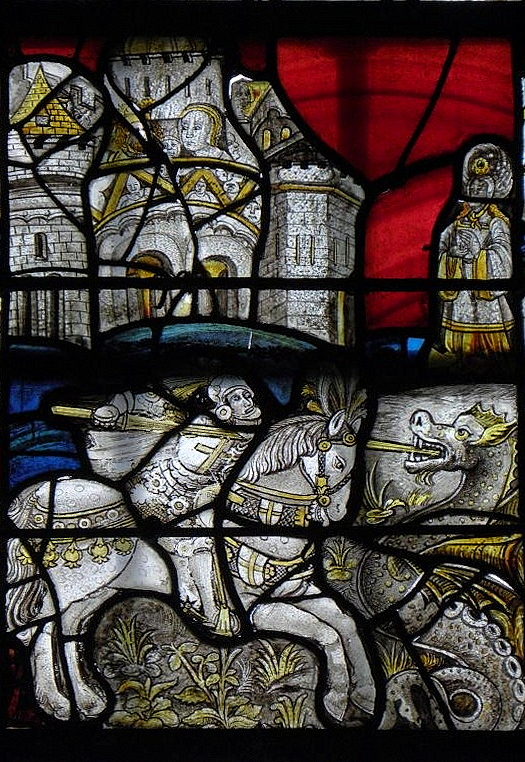
Der heilige Georg bezwingt den Drachen
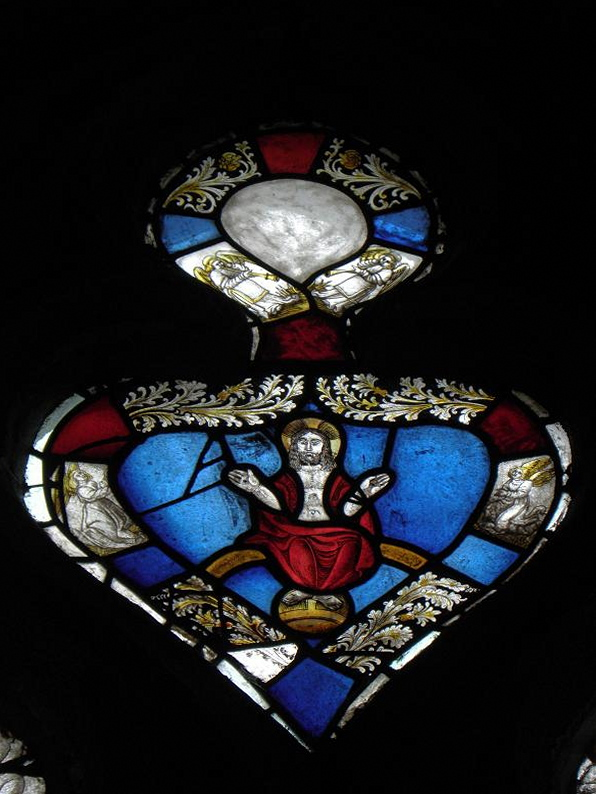
Maßwerk mit Gottvater